# Sigmund Rudolph von Sinzendorf
Graf Sigmund Rudolph von Sinzendorf-Rheineck (* 1670; † 8. Jänner 1747) war Geheimer Rat und Obersthofmeister.
Von der Ernstbrunn’schen Linie von Sinzendorf.
Seine Eltern waren der Graf Rudolph von Sinzendorf (1636–1677) und dessen Ehefrau der Gräfin Eva Susanna von Zinzendorf (* 29. März 1636; † 29. Jänner 1709).
Als der Graf Rudolf protestantisch war, wurden die Kinder der Witwe entzogen und katholisch erzogen.
Der Graf Sigmund Rudolph ging 1703 als Kammerherr von Karl III. mit nach Spanien und wurde 1709 Oberstkämmerer. Als dann König Karl als Karl VI. im Jahr 1712 den deutschen Kaiserthron bestieg, ernannte der Kaiser den Grafen Sinzendorf zum Ritter vom Goldenen Vließ, zum Granden von Spanien 1. Klasse und zum Geheimen Rat. Von 1724 bis zu seinem Tod war er Obersthofmeister.
Graf Sigmund Rudolph war zweimal vermählt. Er heiratete am 30. Oktober 1709 die Gräfin Johanna Katharina von Nostiz (* 1685; † 25. April 1735). Das Paar hatte mehrere Kinder:
- Maria Apollonia  (* 17. November 1711; † 20. Februar 1771) ⚭ Graf Johann Adam von Abensperg und Traun (1705–1786)[3]
- Anton Friedrich (1713–1713)
- Maria Elisabeth (1714–1772) ⚭ 1731 Graf Johann Karl von Hardegg-Glatz-Machlande (1703–1752)
- Maria Franziska (1717–1778) ⚭ Graf Johann Ernst Hendrik Cajetan Ludwig Hoyos von Sprinzenstein (1718–1781)

Nach dem Tod seiner ersten Frau heiratete er am 20. Juni 1735 die Gräfin Eleonore von Hardegg (* 29. Juli 1713; † 25. Januar 1767). Die Ehe blieb kinderlos.